# 納爾遜冰原島峰
72°56′S 167°54′E / 72.933°S 167.900°E
納爾遜冰原島峰（英語：Nelson Nunatak），是南極洲的冰原島峰，位於維多利亞地的博克格雷溫克海岸，處於勝利山脈地區，美國地質調查局根據測量和該國海軍的空中照片繪入地圖，現時由南極條約體系管理。